# Aurelio Vidmar
Aurelio Vidmar (Adelaide, 3 febbraio 1967) è un allenatore di calcio ed ex calciatore australiano di origine italo-slovena, di ruolo centrocampista, tecnico del Melbourne City.
È fratello maggiore di Tony Vidmar.

## Carriera

### Club
Inizialmente ha cominciato a giocare con l'Adelaide City, squadra della sua città natale, dove è rimasto per 6 anni. Poi si è trasferito in Belgio, dove ha giocato per 4 anni prima con il Kortrijk poi con il Waregem e infine con lo Standard Liegi.
In seguito ha militato in altre squadre europee, prima con gli olandesi del Feyenoord, poi con gli svizzeri del Sion e poi con gli spagnoli del Tenerife.
Nel 1999 è tornato a giocare in Australia nuovamente con l'Adelaide City, in cui ha chiuso la carriera nel 2004.

### Nazionale
Ha giocato con la Nazionale australiana per 12 anni, giocando inizialmente con l'Under 23 e poi con la Nazionale maggiore.

## Palmarès

### Giocatore

#### Club

##### Competizioni nazionali
- Coppa Svizzera: 1

Sion: 1995-1996

##### Competizioni internazionali
- OFC Champions League: 1

Adelaide City: 1987

#### Nazionale
- Coppa d'Oceania: 1

2000

#### Individuale
- Calciatore dell'Oceania dell'anno: 1

1994

### Allenatore
- Campionato australiano: 1

Melbourne City: 2024-2025